# Danny Bassan
Antonio Danny Dragomir Bassan, conhecido como Danny Bassan (hebraico: דני בסן; São Paulo, Brasil; 5 de dezembro 1955), é um cantor, locutor, músico, ator e dublador israelense nascido no Brasil que tornou-se um dos cantores mais populares em Israel do final dos anos 1970 aos anos 1980, na banda de rock israelense T-Slam quanto em sua carreira solo. 

## Vida e Carreira
Danny nasceu em São Paulo,Brasil, filho de Dragomir Bassan (1930-2009) nascido em Sófia, Bulgária imigrando para o Brasil em 1953 e trabalhava como mecânico e motorista; e de Judith R. Rosenbusch (1921-1976), enfermeira, nascida em Munique, Alemanha, conseguindo deixar o país no início da Segunda Guerra Mundial
Quando Danny tinha 4 anos de idade, ele e sua mãe emigraram para Israel, passando a viver na cidade de Qiryat Gat, onde começou a sua carreira na música na banda da Aeronáutica israelense. 
Nessa época conheceu Izhar Ashdot (en) e Yair Nitzani (en), com quem compôs o grupo T-Slam.
Em 1984 participou do filme Além das Fronteiras, estrelado por Mohammad Bakri (en) e Arnon Zadok. Também na década de 1980 fez parte do musical Joseph and the Amazing Technicolor Dreamcoat em Israel, recebendo o papel principal de Joseph.
Também trabalhou como dublador em hebraico de diversos programas e filmes, como Planet Earth da BBC One; Aristogatas e Mogli - O Menino Lobo 2
Em 1994 retornou ao Brasil com o documentário Baba Luba, no qual busca por seu pai e explora seu país natal, conhecendo seus irmãos e descobrindo os motivos que o fizeram emigrar para Israel com sua mãe.

## Filmografia

### Dublagem
| Ano       | Título                                | Personagem        | Referências |
| --------- | ------------------------------------- | ----------------- | ----------- |
| 1993      | Basket Fever                          | Mikey             | [ 1 ]       |
| 1994      | Todos Cães Merecem o Céu              | Charlie Barkin    | [ 1 ]       |
| 1994      | Aristogatas                           | Thomas O' Malley  | [ 1 ]       |
| 1993-1994 | הנסיכה ותלתלי הקסם                    | Cosmos            | [ 1 ]       |
| 1994      | Thunderbirds                          | Jeff Tracy        | [ 1 ]       |
| 1994      | Sharky & George                       | Sharky            | [ 1 ]       |
| 1994      | The Brave Little Toaster              | Torradeira        | [ 1 ]       |
| 1995      | Journey Back to Oz                    | Cavalo de madeira | [ 1 ]       |
| 1996      | The Swan Princess                     | Narrador          | [ 1 ]       |
| 1996      | Mighty Max                            | Diversos          | [ 1 ]       |
| 1996      | Um Duende no Parque                   | Stanley           | [ 1 ]       |
| 1996      | Alice no País das Maravilhas (1988)   | Fundo             | [ 1 ]       |
| 1997      | Rob Roy                               | Duncan McCrae     | [ 1 ]       |
| 1997      | The Legend of Hiawatha                | Ajidmo            | [ 1 ]       |
| 1997      | Os Computadores                       | Baga/Fillmore     | [ 1 ]       |
| 1997      | O Castelo da Felicidade               | Pipo              | [ 1 ]       |
| 1997      | A Ilha do Tesouro                     | Capitão Smolett   | [ 1 ]       |
| 1997      | Dom Quixote                           | Sancho Pança      | [ 1 ]       |
| 1997      | Freddie as F.R.O.7                    | Narrador          | [ 1 ]       |
| 1997      | Binyamin HaTanim                      | Fundo             | [ 1 ]       |
| 1997      | The Adventures of Robin Hood          | Rei Ricardo       | [ 1 ]       |
| 1998      | A Lenda da Branca de Neve             | Soneca/Vários     | [ 1 ]       |
| 1999      | Ana dos Cabelos Ruivos                | Narrador          | [ 1 ]       |
| 2000      | Dinossauro (2000)                     | Bruton            | [ 1 ]       |
| 2000      | Titan                                 | Tek               | [ 1 ]       |
| 2001      | Spy Kids                              | Gregorio Cortez   | [ 1 ]       |
| 2002      | Spy Kids 2: The Island of Lost Dreams | Gregorio Cortez   | [ 1 ]       |
| 2003      | The Jungle Book 2                     | Balu              | [ 1 ]       |
| 2003      | Spy Kids 3-D: Game Over               | Gregorio Cortez   | [ 1 ]       |
| 2004      | Yu-Gi-Oh! The Movie: Pyramid of Light | Narrador          | [ 1 ]       |
| 2004      | Garfield (2004)                       | Luca              | [ 1 ]       |
| 2008      | Horton Hears a Who!                   | Narrador          | [ 1 ]       |
| 2011      | The Jungle Book                       | Balu              | [ 1 ]       |
| 2011      | Rio                                   | Narrador          | [ 1 ]       |
| 2022      | Rumble                                | Steve             | [ 1 ]       |